# Johannes van Kempen
Johannes van Kempen, né le 13 mai 1739 à Schoonhoven et mort dans cette ville le 3 juin 1814, est un homme politique néerlandais.

## Biographie
Issu d'une famille de régents de Schoonhoven, Van Kempen devient bourgmestre de la ville en 1781. En 1796, il est élu député de Schoonhoven en remplacement de Diderik van Hobarg à l'assemblée nationale batave.